# Gaibiel
Gaibiel es un municipio de la provincia de Castellón en la Comunidad Valenciana, España. Perteneciente a la comarca del Alto Palancia. Se encuentra situado en la zona norte de la comarca, en la Sierra de Espadán. Cuenta con una población de 199 habitantes (INE 2024). Se trata de un municipio hispanófono, en el que el español cuenta con el predominio lingüístico reconocido legalmente.

## Geografía
El término municipal se encuentra situado en pleno Parque natural de la Sierra de Espadán, por lo cual es bastante abrupto. En él destacan alturas como la Costalata (713 m), Aceitenegro (709 m) o la Ajedrea (649 m). En su término se encuentran numerosas fuentes como la Vall, los Caños o el Vicario y el río Regajo, que discurre a los pies de la población, afluente del Palancia y que se encuentra con éste en el pantano que porta su nombre.

### Localidades limítrofes
Algimia de Almonacid, Caudiel, Jérica, Matet, Navajas, Pavías y Vall de Almonacid

## Historia

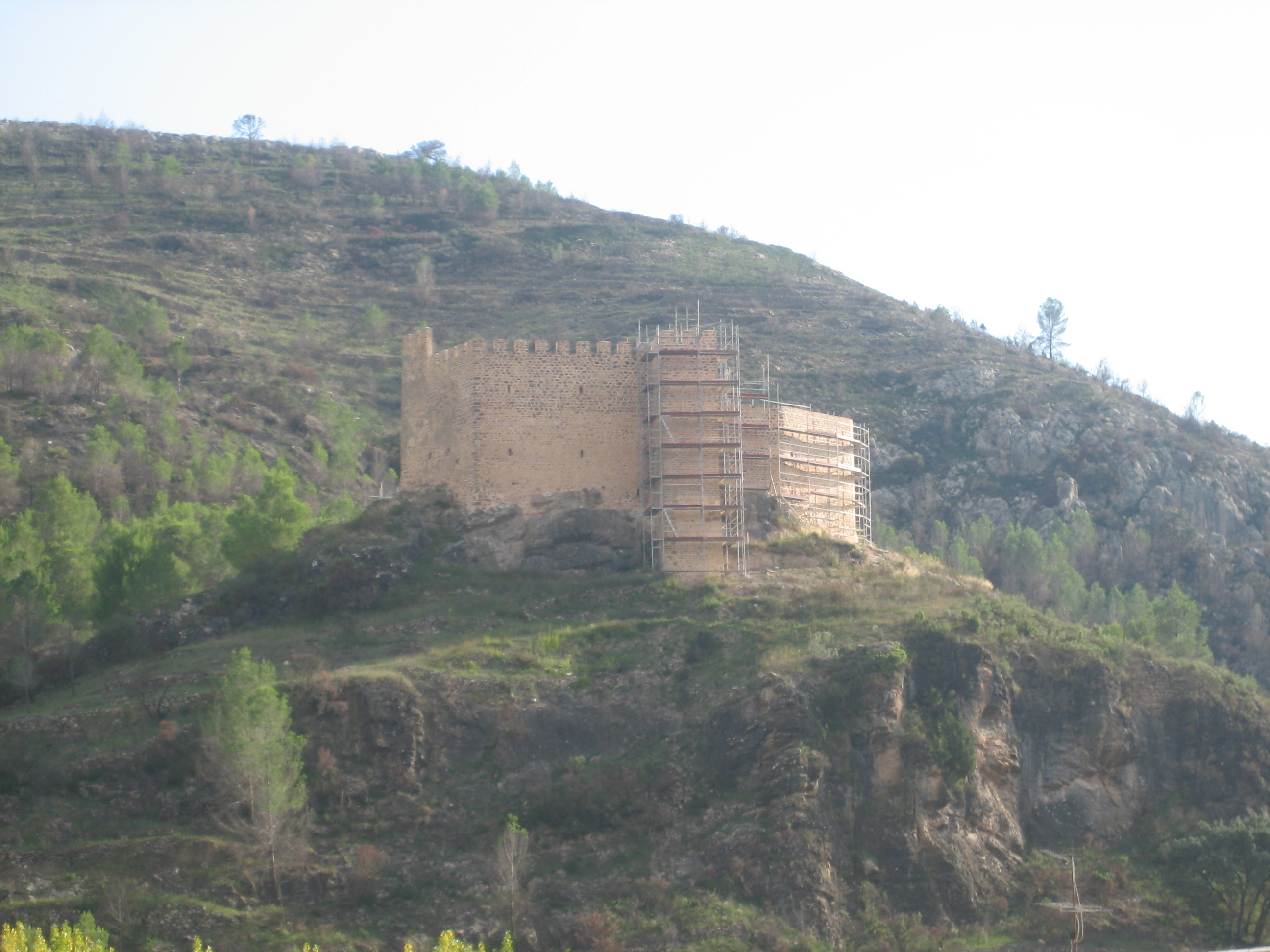
Castillo de Gaibiel

La localidad es de origen musulmán, siendo conquistada por Jaime I el 28 de agosto de 1237 siendo cedida a Pedro Garcés de Roda.
En el año 1534 tenía una población de unos 50 vecinos y por señores a la familia Heredia. En el año 1600 era alcaide del castillo de la población el cristiano Miguel Monçonís, hecho que no fue aceptado por la población morisca de la localidad.Por ciertas contiendas habidas entre los habitantes y señores de esta baronía, pasó el dominio, a través de los Garcés de Marcilla, a los Condes de Priego en el año 1636. Tras la expulsión de los moriscos quedó despoblada, por lo que en dicho año se dio a los habitantes del lugar la primera Carta de Población, que regulaba las relaciones entre el señor, Jerónimo Garcés de Marcilla Carrillo de Mendoza, y los pobladores traídos de Aragón y Cataluña.

## Demografía
Gaibiel cuenta con una población de 199 habitantes (INE 2024).
| Gráfica de evolución demográfica de Gaibiel entre 1842 y 2021                                                       |
| |
| Población de derecho según los censos de población del INE Población de hecho según los censos de población del INE |

## Administración y política
| Periodo   | Nombre                 | Partido                                         |
| --------- | ---------------------- | ----------------------------------------------- |
| 1991-1995 | Vicente Pelayo Calvete | Partido Popular de la Comunidad Valenciana (PP) |
| 1995-1999 | Vicente Pelayo Calvete | Partido Popular de la Comunidad Valenciana (PP) |
| 1999-2003 | Vicente Pelayo Calvete | Partido Popular de la Comunidad Valenciana (PP) |
| 2003-2007 | Vicente Pelayo Calvete | Partido Popular de la Comunidad Valenciana (PP) |
| 2007-2011 | Vicente Pelayo Calvete | Partido Popular de la Comunidad Valenciana (PP) |
| 2011-2015 | Vicente Pelayo Calvete | Partido Popular de la Comunidad Valenciana (PP) |
| 2015-2019 | Vicente Pelayo Calvete | Partido Popular de la Comunidad Valenciana (PP) |
| 2019-2023 | Ester Giralte Santafé  | Partido Popular de la Comunidad Valenciana (PP) |
| 2023-act. | Ester Giralte Santafé  | Partido Popular de la Comunidad Valenciana (PP) |

## Patrimonio

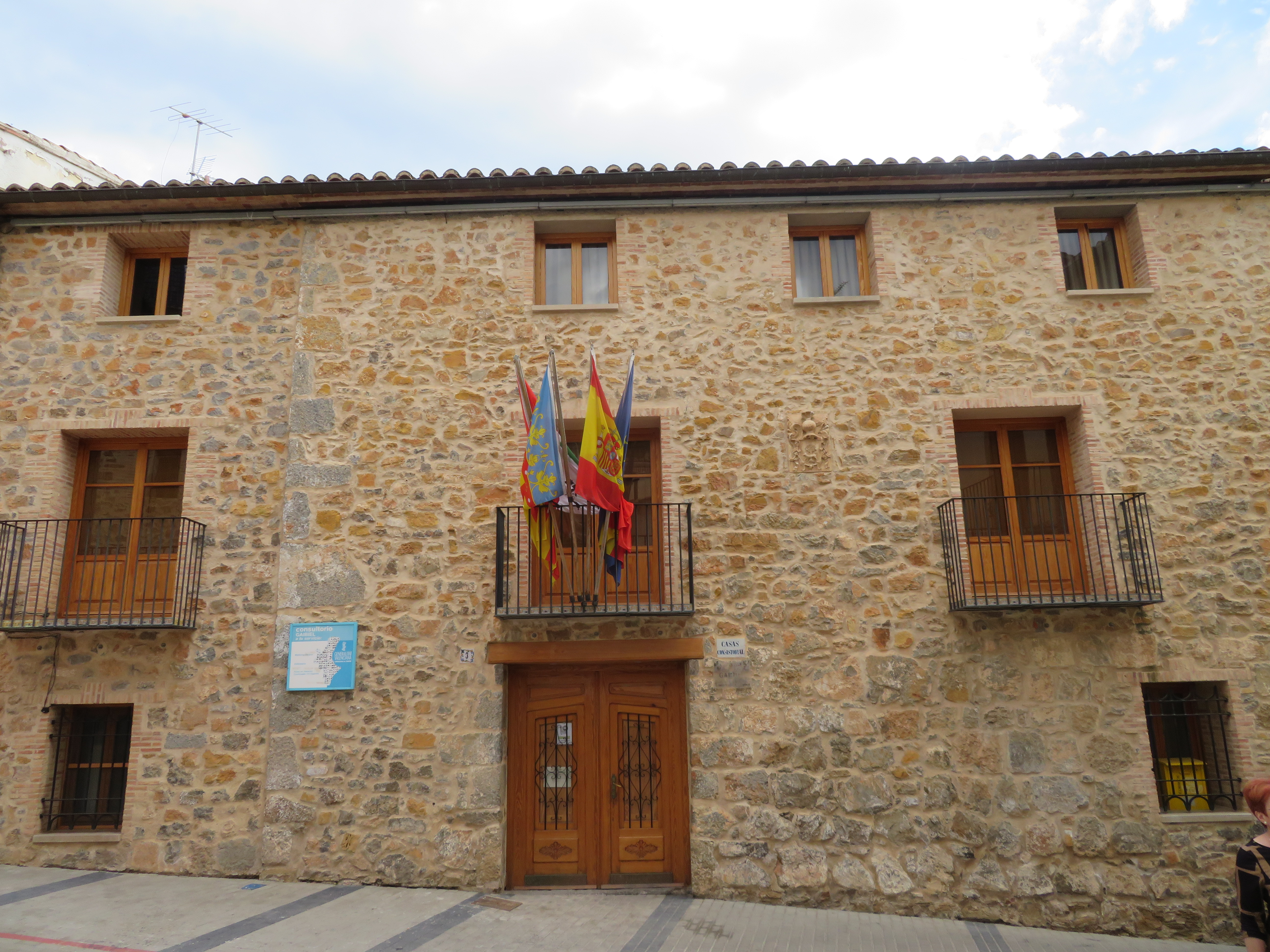
Antigua Casa de la Villa de Gaibiel

Gaibiel tiene catalogados dos monumentos como Bienes de interés cultural, que son:
- Castillo de Gaibiel
- Torre del Dit

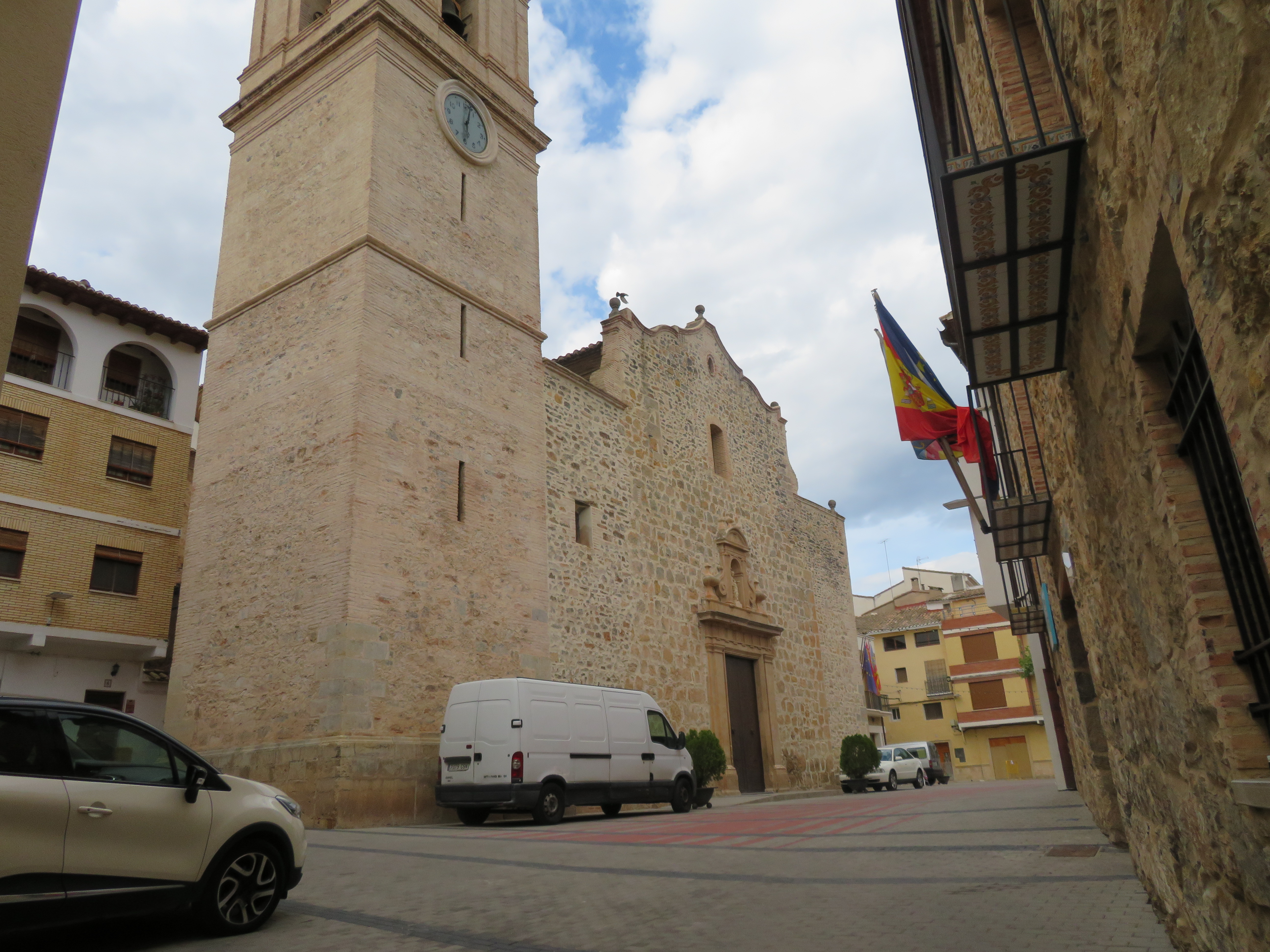
Plaza Constitución de Gaibiel

Al tiempo tiene otros tres monumentos catalogados como Bien de Relevancia Local, que son:
- Antigua Casa de la Villa
- Iglesia parroquial de San Pedro
- Ermita de San Blas

## Lugares de interés
Algunos de los lugares de interés de Gaibiel son:
- Río Regajo
- Fuente del camino de la Vall
- Fuente de los Caños
- Fuente del Vicario

## Accesos
La manera más sencilla de llegar es a través de la autopista A-23 de Sagunto a Somport hasta las cercanías de Navajas, dónde se enlaza con la CV-213. El pueblo se encuentra a 68'1 km de Valencia y 54'1 km de Castellón de la Plana.